# Vincenzo Florio (traghetto)
Il Vincenzo Florio è un traghetto in servizio con la compagnia di navigazione italiana Moby Lines.

## Servizio
Varato il 19 luglio 1997 nel cantiere navale Ferrari di La Spezia con il nome di Vincenzo Florio e consegnato il 4 ottobre 1999 alla Tirrenia di Navigazione, giunge il giorno stesso a Napoli. All'arrivo nel porto partenopeo, sperona la nave da crociera Britannica The Topaz a causa del maltempo. Quest'ultima, con a bordo 900 passeggeri, riportò uno squarcio lungo 20 metri sulla fiancata, mentre il Florio subì alcuni danni alla prua.
Il 7 ottobre 1999 prende servizio nei collegamenti tra Napoli e Palermo. Negli anni, opera saltuariamente anche nei collegamenti tra Civitavecchia ed Olbia in sostituzione di altri traghetti della flotta.
Il 18 novembre 2001, durante le manovre di uscita dal porto di Napoli, entra in collisione con il molo Martello a causa delle forti raffiche di Grecale, riportando uno squarcio di 14 metri sulla fiancata sinistra e iniziando a imbarcare acqua, costringendo l'equipaggio a fare ritorno a banchina. Riparato, venti giorni dopo torna regolarmente in servizio.
Il 18 dicembre 2004, alle 23 circa, durante la navigazione verso Napoli, subisce un'avaria all'impianto elettrico, provocando il successivo spegnimento dei motori. Il traghetto, rimase quindi in balia del mare molto agitato. I bruschi movimenti portarono al ribaltamento di alcuni automezzi presenti nel garage, uno dei quali si incendio. Il sistema antincendio riversò all'interno della stiva centinaia di tonnellate d'acqua marina che spensero il fuoco,  facendo però inclinare il Florio di circa 10 gradi. Il traghetto venne subito raggiunto sul luogo, prima dal Victory e, successivamente dal gemello Raffaele Rubattino, in navigazione sulla rotta inversa. Tuttavia, a causa delle condizioni meteomarine avverse (stato 7 della scala Douglas) resero pericoloso ogni tentativo di avvicinamento al traghetto. Successivamente, l'equipaggio riuscì a far ripartire i motori, in modo tale da poter rientrare a Palermo, dove  giunse alle 8:00 del mattino seguente. Tutti i 471 passeggeri presenti a bordo traghetto vennero sbarcati tramite le scalette dei vigili del fuoco, dato che non si poterono aprire i portelloni di poppa per via dell'inclinazione del traghetto. Riparato, torna poco tempo dopo in servizio.
Il 29 maggio 2009, alle ore 3:16 del mattino, durante la navigazione verso Palermo a circa 15 miglia al largo di Ustica, scoppia un incendio all'interno del garage superiore del traghetto, le cui cause sono ancora oggi sconosciute. Non ci furono vittime né tra i 513 passeggeri a bordo, che abbandonarono tempestivamente il traghetto tramite le scialuppe di salvataggio e gli autogonfiabili, né tra i 53 membri dell'equipaggio. Una cinquantina di persone furono ricoverate in ospedale, ma nessuno riportò lesioni gravi. Anche in questo caso, i sistemi antincendio riversarono nella stiva una quantità d'acqua tale da inclinare la nave su un lato. Successivamente il Florio venne rimorchiato nel porto di Palermo e ormeggiato a banchina per estinguere l'incendio e per le perizie. Solo il 2 giugno seguente l'incendio fu estinto e, stando ai controlli, gli organi vitali della nave non furono danneggiati. rimase per un lungo periodo disarmata e sotto sequestro nel porto di Palermo. La perizia, consegnata nel 2011 dalla Procura di Palermo, riporta la constatazione del fatto che alcune ventole del sistema antincendio della nave furono montate al contrario. Conseguentemente, parte del sistema non iniettò la schiuma antincendio all'interno dei ponti della nave durante l'azionamento dell'impianto. 
Durante il periodo di fermo amministrativo a Palermo, viene sostituito nei collegamenti tra Napoli e Palermo dallo Janas. Successivamente, viene trasferito nel cantiere navale Fincantieri di Palermo, dove viene riparato.
Il 2 maggio 2012 torna in servizio sulla Napoli-Palermo.

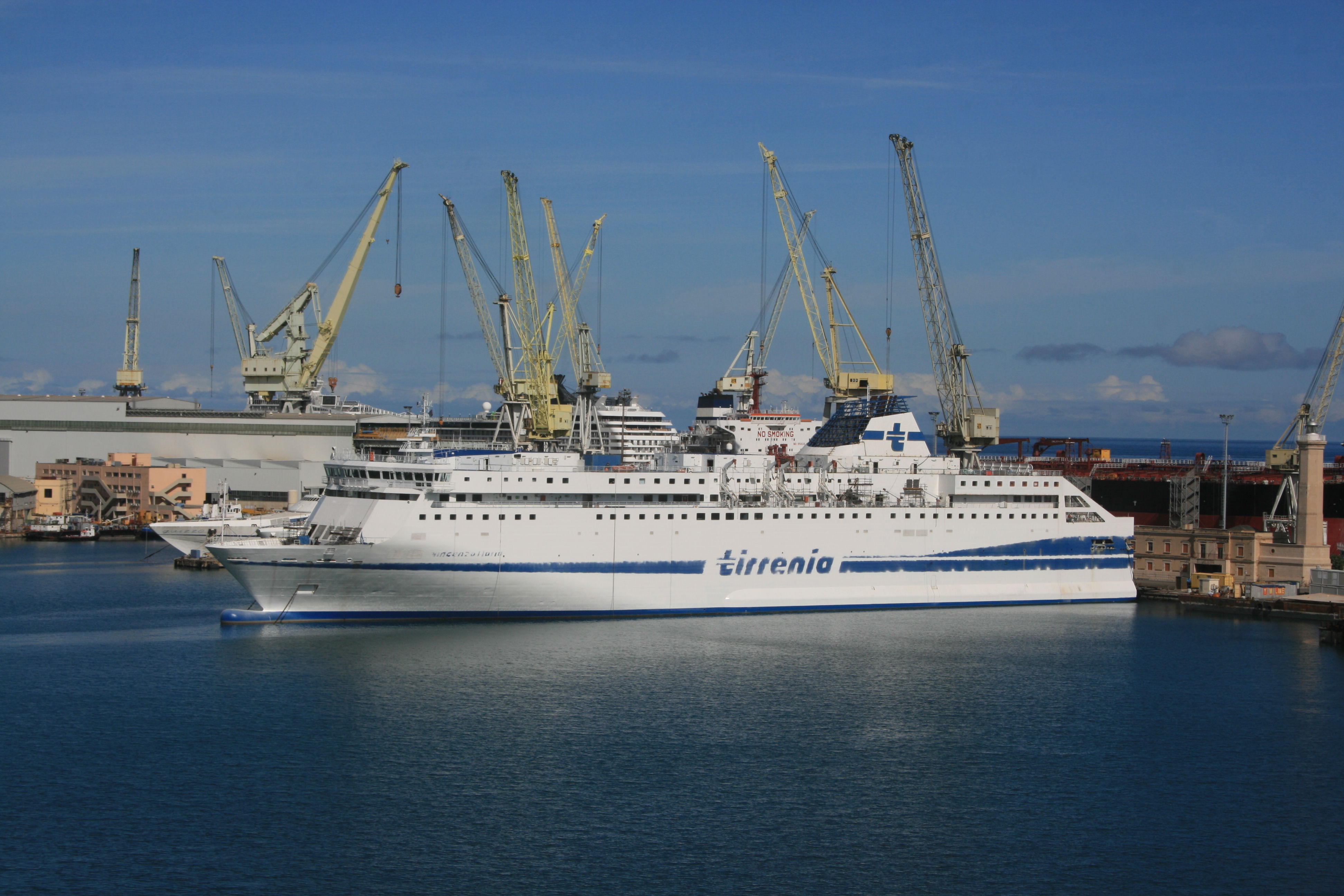
Il Vincenzo Florio in cantiere a Palermo nel 2011.

Nel febbraio del 2024 viene trasferito in flotta Moby Lines e monta la livrea di quest'ultima, continuando ad operare sulla stessa rotta.

## Navi gemelle
- Raffaele Rubattino